# Умершие в феврале 2017 года
Это список известных людей, соответствующих установленным критериям значимости (см. Википедия:Критерии значимости персоналий), умерших в феврале 2017 года.
Причина смерти указывается лишь в исключительных случаях (убийство, самоубийство, гибель в результате военных действий, смертная казнь, ДТП или несчастные случаи). В остальных случаях — не указывается.

## 28 февраля
- Абрамович, Юрий Гарриевич (81) — советский и российский лётчик-испытатель, Герой Российской Федерации (1996), заслуженный лётчик-испытатель СССР[1].
- Авакян, Грант Арсенович (92) — участник Великой Отечественной войны, Герой Советского Союза (1946)[2].
- Борбоев, Леонтий Абзаевич (81) — российский религиозный деятель, Верховный шаман Бурятии (с 1983)[3].
- Вальдхайм, Элизабет (94) — австрийский общественный деятель, вдова Курта Вальдхайма, первая леди Австрии (1986—1992)[4].
- Власов, Александр Васильевич (90) — советский организатор строительного производства, управляющий строительным трестом № 21, г. Уфа (1968—1978). Лауреат премии Совета Министров СССР [?].
- Ди Лерниа, Леоне (78) — итальянский певец и композитор[5].
- Датуманонг, Симеон (81) — филиппинский государственный деятель, министр юстиции (2003), губернатор Котабато (1967—1971), губернатор Магинданао (1973—1975)[6].
- Дражкевич, Юзеф (72 или 73) — польский художник[7].
- Коннор, Уокер (90) — американский политолог[8].
- Макграт, Джеймс Алоисиус (85) — канадский государственный деятель, лейтенант-губернатор Ньюфаундленда и Лабрадора (1986—1991)[9].
- Марлоу, Дик (91) — американский актёр и автор песен[10].
- Мачульский, Евгений Николаевич (84) — советский и российский учёный-краевед и писатель[11].
- Мосли, Николас[англ.] (93) — британский писатель[12].
- Паршуткин, Виктор Васильевич (57) — российский адвокат и правозащитник[13].
- Паскаль, Клод (96) — французский композитор[14].
- Петров, Владимир Владимирович (69) — советский хоккеист, двукратный чемпион зимних Олимпийских игр: в Саппоро (1972) и в Инсбруке (1976), 9-кратный чемпион мира, 8-кратный чемпион Европы, 11-кратный чемпион СССР[15].
- Уолкер, Джеймс (76) — британский актёр[16].
- Цюцюра, Леонциуш (86) — польский композитор[17].

## 27 февраля
- Видар, Йорунн (98) — исландский композитор[18].
- Крикманн, Арво (77) — советский и эстонский фольклорист[19].
- Кушнерёв, Сергей Анатольевич (54) — советский и российский журналист, продюсер, создатель программы «Жди меня»[20].
- Мирошниченко, Василий Иванович (60) — украинский художник, скульптор и архитектор[21].
- Никитин, Анатолий Павлович (85) — советский и российский виолончелист, профессор Петербургской консерватории, народный артист РСФСР (1988)[22].
- Пастушенко, Леонид Трофимович (80) — советский и украинский писатель и журналист[23].
- Радченко, Михаил Петрович (89) — участник Великой Отечественной войны, последний защитник Аджимушкайских каменоломен[24].
- Ромеро Мена, Карлос Умберто (92) — сальвадорский государственный деятель, президент Сальвадора (1977—1979)[25].
- Смирнов, Валерий Витальевич (70) — советский и российский писатель, журналист и книгоиздатель; самоубийство[26].
- Сук, Эва Мария (71) — мексиканская пианистка[27].
- Топинкова, Вера (83) — словацкая актриса театра и кино[28].
- Цветкович, Звездан (56) — хорватский футболист и футбольный менеджер («Динамо» Загреб), брат футболиста и тренера Борислава Цветковича[29].
- Шанкар, Шив (87) — индийский государственный деятель, министр юстиции Индии (1980—1982), министр иностранных дел (1986), губернатор штатов Сикким (1994—1995) и Керала (1995—1996)[30].
- Янг, Алекс (80) — шотландский футболист, выступавший в составе английского «Эвертона» (1960—1968)[31].

## 26 февраля
- Авдеев, Юрий Дмитриевич (80) — советский и российский кинодраматург, документалист, лауреат Государственной премии России, заслуженный работник культуры РФ[32].
- Берек, Каталин (86) — венгерская актриса[33].
- Гарфилд, Юджин (91) — американский учёный, основатель Института научной информации[34].
- Жукинский, Анатолий Александрович (67) — председатель Тернопольского областного совета (2002—2006)[35].
- Кауфман, Джеральд (86) — британский государственный деятель, самый старый член парламента Великобритании[36].
- Кронли, Джон (73) — американский писатель[37].
- Мартин-дю-Гар, Жан-Поль (89) — французский легкоатлет, победитель чемпионата Европы в Берне (1954)[38].
- Тофани, Оресте (70) — итальянский политик, депутат парламента Италии[39].
- Фаддеев, Людвиг Дмитриевич (82) — советский и российский математик и физик, академик РАН (1991; академик АН СССР с 1976), лауреат Государственных премий СССР и Российской Федерации[40].
- Форд, Лестер (89) — американский математик, специализировавшийся на проблемах потоков в сети[41].
- Христов, Димитр (83) — болгарский композитор, дирижёр, музыковед и педагог, народный артист НРБ (1983)[42].
- Худяков, Виктор Николаевич (74) — советский и российский научный педагогический деятель, доктор исторических наук, декан факультета истории, философии и права Омского государственного педагогического университета (1972—1984, с 1997)[43].

## 25 февраля
- Бочкарёв, Михаил Павлович (98) — участник Великой Отечественной войны, заместитель командующего Черноморским флотом по тылу, контр-адмирал в отставке[44].
- Ваадия, Боаз (65) — израильский и американский скульптор[45].
- Грынчаров, Борислав (73) — болгарский эстрадный певец[46].
- Елисеев, Валерий Петрович (70) — советский и российский организатор производства, генеральный директор завода «Нижегородский теплоход» (1996—2001), начальник Нижегородского речного училища имени И. П. Кулибина (2009—2014)[47].
- Илларионов, Владимир Иванович (66) — советский и российский каратист, чемпион СССР[48].
- Лью, Скотт (48) — американский сценарист[49].
- Милок, Карлос (85) — уругвайский футболист и тренер различных футбольных клубов Латинской Америки[50].
- Москалёв, Михаил Макарович (94)[значимость?] — советский таможенник, первый начальник Московской центральной таможни[51]..
- Наканиси, Тосио (61) — японский музыкант[52].
- Пашинская, Ирина Петровна (68) — советская и российская арфистка, заслуженная артистка России, профессор, солистка оркестра Государственного академического большого театра Российской Федерации[53].
- Пейн, Дон (84) — американский гитарист[54].
- Пэкстон, Билл (61) — американский актёр, кинорежиссёр, сценарист и продюсер. Четырёхкратный номинант на премию «Золотой глобус»[55].
- Сейтжан, Гульжаухар (70) — советская и казахстанская поэтесса и журналистка[56].
- Тебуев, Рамазан Сагитович (78) — советский и российский историк, заслуженный деятель науки Карачаево-Черкесской Республики[57].
- Финглтон, Нил[англ.] (36) — английский актёр («Игра престолов») и баскетболист; сердечный приступ[58].

## 24 февраля
- Букич, Энвер (79) — словенский, ранее югославский, шахматист; гроссмейстер (1976)[59].
- Екимов, Леонид Георгиевич (86) — советский и российский оперный певец (баритон) и педагог, солист МАМТ имени К. С. Станиславского и Вл. И. Немировича-Данченко (с 1967 года), народный артист РСФСР[60].
- Жэнь Хан (29) — китайский фотограф[61].
- Иманалиев, Мурзабек Иманалиевич (85) — советский и киргизский математик, член-корреспондент РАН (1991; член-корреспондент АН СССР с 1981), президент Академии наук Киргизской ССР (1979—1986), директор Института математики НАН Кыргызской Республики (1984—2016)[62].
- Люткевич, Густав (92) — польский актёр[63].
- Мамаджанов, Мумин Мамаджанович (66) — советский и таджикский военачальник, министр обороны Таджикистана (1992—1994)[64].
- Ортелли, Вито (95) — итальянский велосипедист, победитель гонки Милан — Турин (1945, 1946)[65].
- Пойк, Герсон (85) — индонезийский писатель и журналист, представитель «Поколения-66»[66].
- Пялов, Владимир Николаевич (82) — советский и российский организатор оборонной промышленности, начальник и генеральный конструктор Государственного унитарного предприятия «Санкт-Петербургское морское бюро машиностроения „Малахит“» (1998—2011), лауреат Государственной премии Российской Федерации[67].
- Рябинкин, Борис Александрович (99) — советский и российский архитектор, лауреат премии Совета Министров СССР[68].
- Старосельский, Борис Яковлевич (90) — советский и российский общественный деятель города Ростова-на-Дону, Почётный гражданин города Ростова-на-Дону (1999)[69].
- Тлали, Мириам (83) — южноафриканская писательница[70].

## 23 февраля
- Васильева, Лариса Николаевна (67) — советский, российский миколог; доктор биологических наук[71].
- Герцфельд, Чарльз (91) — американский учёный и научный руководитель, директор Управления перспективных исследовательских проектов Министерства обороны США, руководитель разработки ARPANET[72].
- Жаров, Александр Николаевич (70) — советский и российский гребец на байдарках и каноэ и тренер, чемпион СССР, заслуженный тренер Российской Федерации, мастер спорта международного класса[73].
- Ибботсон, Дерек (84) — британский легкоатлет, бронзовый призёр летних Олимпийских игр в Мельбурне (1956)[74].
- Коваленко, Евгений Семёнович (77) — советский и российский лётчик-испытатель, генерал-майор авиации, заслуженный лётчик-испытатель СССР (1991)[75].
- Либуда, Хайнц (72) — австрийский и германский футболист[76].
- Мевис, Мориц (87) — бельгийский борец, бронзовый призёр чемпионата мира по греко-римской борьбе в Неаполе (1953)[77].
- Оберхаузер, Сабина (53) — австрийский государственный деятель, министр здравоохранения Австрии (с 2014 года)[78].
- Парлан, Хорас (86) — американский музыкант[79].
- Свобода, Иво (68) — чешский государственный деятель, министр финансов Чехии (1998—1999)[80].
- Томанович, Драган (54) — югославский и сербский тренер по баскетболу[81].
- Уоддингтон, Дэвид (87) — британский государственный деятель, министр внутренних дел Великобритании (1989—1990), губернатор Бермудских островов (1992—1997)[82].
- Уэр, Леон (77) — американский музыкант[83].

## 22 февраля
- Барсена Риос, Давид Роберто (75) — мексиканский спортсмен (современное пятиборье) и спортсмен-конник, бронзовый призёр Олимпийских игр в Москве (1980)[84].
- Басова, Ирина Михайловна (?) — советский и российский искусствовед, председатель правления Волгоградской организации Союза художников России[85].
- Вудсон, Билл (99) — американский актёр радио, театра, кино, телевидения и озвучивания[86].
- Гаврилова-Эрнст, Марина Александровна (87) — советская и российская театральная актриса, выступавшая на сцене Брянского областного театра драмы имени А. К. Толстого, народная артистка РСФСР (1986)[87]
- Гуггенбергер, Леопольд (98) — австрийский государственный деятель, бургомистр Клагенфурта (1973—1997)[88].
- Кёниг, Фриц (92) — немецкий скульптор-абстракционист[89].
- Кундурос, Никос (90) — греческий кинорежиссёр, сценарист, продюсер, художник и монтажёр[90].
- Маккормак, Джон (91) — канадский хоккеист, двукратный обладатель Кубка Стэнли (1951, 1953)[91].
- Пархоменко, Александр Сергеевич (70) — советский и украинский киноактёр[92].
- Петренко, Алексей Васильевич (78) — советский и российский актёр театра и кино, народный артист РСФСР (1988)[93].
- Уидон, Джордж (96) — британский гимнаст, участник двух летних Олимпийских игр[94].
- Фалеомаваега, Эни (73) — американский самоанский государственный деятель, член Палаты Представителей США (1989—2015)[95].

## 21 февраля
- Густавссон, Бенгт (89) — шведский футболист и тренер, участник чемпионата мира (1958), трёхкратный чемпион Швеции в составе «Норрчёпинга» (1948, 1952, 1956)[96].
- Коннелл, Десмонд (90) — ирландский кардинал, архиепископ Дублина и примас Ирландии (1988—2004)[97].
- Левчук, Андрей (29)[значимость?] — украинский рэпер; ДТП[98].
- Павлов, Валентин Викторович (87) — советский дипломат, Чрезвычайный и Полномочный Посол в Народной Республике Бенин (1985—1990)[99].
- Разумовский, Василий Григорьевич (87) — советский и российский учёный в области педагогики, доктор педагогических наук, профессор, академик РАО (1993; академик АПН СССР с 1982)[100].
- Сиссе, Жанна Мартен (90) — общественная и политическая деятельница Гвинеи, лауреат Международной Ленинской премии «За укрепление мира между народами» (1975)[101].
- Скровачевский, Станислав (93) — польский и американский композитор и дирижёр[102][103].
- Смирнова, Надежда Борисовна (57) — российская православная писательница, лауреат Национальной премии «Лучшие книги и издательства 2010 года»[104].
- Тхагапсов, Меджид Махмудович (87) — советский и российский военный деятель, контр-адмирал (1983), участник Великой Отечественной войны[105].
- Хаскард, Космо (100) — британский военный и колониальный администратор, губернатор Фолклендских островов (1964—1970)[106].
- Эрроу, Кеннет Джозеф (95) — американский экономист, лауреат Нобелевской премии по экономике (1972), иностранный член РАН (2016)[107].

## 20 февраля
- Блажкова, Ярослава (83) — словацкая писательница, публицист и журналист, автор книг для детей и юношества[108].
- Генри, Дженнифер Энн (43) — американский кино- и телеоператор («Доктор Хаус»), актриса[109].
- Дресселгауз, Милдред (86) — американский физик, профессор и эмерит-профессор физики и электронной инженерии МИТ[110].
- Иванов, Михаил Иванович (89) — советский и российский журналист и писатель, главный редактор газеты «Советская Чувашия» (1974—1988)[111].
- Кирилл (Павлов) (97) — старец Русской православной церкви, архимандрит, духовник Троице-Сергиевой лавры, личный духовник патриарха Алексия II[112].
- Прокопьев, Илья Павлович (90) — советский партийный деятель, первый секретарь Чувашского обкома КПСС (1974—1988)[113].
- Чуркин, Виталий Иванович (64) — советский и российский дипломат, постоянный представитель Российской Федерации при Организации Объединённых Наций и в Совете Безопасности ООН (с 2006 года)[114].

## 19 февраля
- Апгар, Джен (44) — американская актриса («Стильная штучка», «Холодная гора», «Ключ от всех дверей» и др.); рак яичников[115].
- Атчугарри, Алехандро (64) — уругвайский юрист и государственный деятель, министр экономики и финансов (2002—2003)[116].
- Журавский, Роман Петрович (68) — советский и украинский футболист, защитник («Карпаты», «Динамо» Львов, «Спартак» Ивано-Франковск), чемпион СССР (1971)[117].
- Кабир, Алтамас (68) — индийский юрист, главный судья Индии (2012—2013)[118].
- Ковтун, Валерий Андреевич (74) — российский музыкант, аккордеонист, народный артист Российской Федерации (1996)[119].
- Корьелл, Ларри (73) — американский джаз-фьюжн гитарист[120].
- Кулльман Фиве, Карин Сисиле (65) — норвежский государственный деятель, член Стортинга (1981—1997), министр торговли (1989—1990)[121].
- Кярнер, Хиллар (81) — эстонский шахматист; международный мастер (1980)[122].
- Осташев, Алексей Валентинович (55) — российский бас-гитарист и контрабасист[123].
- Паперник, Максим Юрьевич (47) — украинский кинорежиссёр, продюсер и клипмейкер[124].
- Селезнёв, Игорь Сергеевич (85) — советский конструктор ракетного оружия, генеральный директор МКБ «Радуга» (1982—2007), Герой Социалистического Труда (1983), лауреат Государственной премии СССР (1979)[125].
- Халаэвалу Матаахо Ахомеэ (90) — королева Тонга (1965—2006), жена короля Тауфа’ахау Тупоу IV, мать короля Тупоу VI[126].
- Хаяси, Кёко (86) — японская писательница[127].
- Шафаревич, Игорь Ростиславович (93) — советский и российский математик, академик РАН (1991)[128].
- Шафлярская, Данута (102) — польская актриса театра и кино[129].

## 18 февраля
- Адамек, Витольд (71) — польский оператор, сценарист и режиссёр[130].
- Арбеков, Виктор Михайлович (74) — советский мотогонщик, чемпион мира по мотокроссу в классе машин до 250 см³, бронзовый призёр чемпионата мира, многократный чемпион СССР, заслуженный мастер спорта СССР (1965), заслуженный тренер РСФСР[131].
- Бадеников, Виктор Яковлевич (79) — основатель и первый ректор Ангарской государственной технической академии, доктор технических наук[132].
- Вельшер, Леонид Зиновьевич (68) — российский врач-онколог, заслуженный врач России, лауреат Государственной премии СССР (1985)[133].
- Викерман, Дэн (37) — австралийский регбист, игрок национальной сборной (2002—2011)[134].
- Карпинская, Светлана Алексеевна (79) — советская российская актриса театра и кино, народная артистка Российской Федерации (2009)[135].
- Иван Колофф (74) — канадский рестлер[136].
- Копс, Эрланн (80) — датский бадминтонист, серебряный (1970) и бронзовый (1972) призёр чемпионатов Европы[137].
- Кравченко, Владимир Данилович (78) — советский передовик производства, машинист горных выемочных машин шахты «Капитальная», г. Осинники, Герой Социалистического Труда (1982) [?].
- Лорелея (Марта Лорена Паз Мурьеда) (42) — уругвайская эстрадная певица; ДТП[138].
- Лихачёв, Николай Владимирович (40) — известный как Крис Касперски, российский IT-журналист, программист, хакер[139].
- Мыльникова, Капитолина Ивановна (89) — советская и российская актриса театра, заслуженная артистка РСФСР (1972)[140].
- Огио, Майкл (74) — государственный деятель Папуа — Новой Гвинеи, генерал-губернатор Папуа — Новой Гвинеи (с 2011 года)[141].
- Омар Абдель Рахман (78) — духовный лидер и религиозный учитель египетских исламистов[142].
- Олизаренко, Надежда Фёдоровна (63) — советская легкоатлетка, чемпионка летних Олимпийских Игр в Москве (1980)[143].
- Скуитьери, Паскуале (78) — итальянский режиссёр и сценарист[144].
- Стаблфилд, Клайд (73) — американский барабанщик[145].
- Швец, Юрай (79) — словацкий врач-онколог и политик, депутат Народного собрания Словацкой Республики (1994—2002), кандидат на пост президента Словакии (1999)[146].
- Шендрикова, Валентина Константиновна (71) — советская и российская актриса театра и кино[147].
- Шканата, Крсто (86) — сербский кинорежиссёр-документалист и сценарист[148].

## 17 февраля
- Андреич, Радослав (22) — сербский ватерполист («Партизан», Белград); лейкемия[149].
- Бусетта, Мохамед (92) — марокканский государственный деятель, министр иностранных дел Марокко (1977—1983), генеральный секретарь партии Истикляль (1972—1998)[150].
- Веннинджер, Магнус (97) — американский математик[151].
- Визулис, Вилис (65) — латвийский художник[152].
- Иванчич, Томислав (78) — хорватский католический священник, доктор богословия, декан, профессор Загребского университета, основатель агиотерапии[153].
- Исарапонг, Нунпакди (83) — таиландский военачальник, командующий Королевской армией Таиланда (1992)[154].
- Мачульский, Анатолий Давидович (60) — советский шахматист, гроссмейстер[155].
- Новак, Майкл (83) — американский философ, дипломат и теолог словацкого происхождения, автор теории демократического капитализма[156].
- Прайор, Рассел (67) — канадский тяжелоатлет, бронзовый призёр чемпионата мира по тяжёлой атлетике в Монреале (1976)[157].
- Риган, Том (78) — американский философ, развивавший теорию о правах животных[158].
- Скеллерн, Питер (69) — английский автор-исполнитель[159].
- Стайкович, Никола (57) — австрийский прыгун в воду сербского происхождения, серебряный (1987) и бронзовый (1981) призёр чемпионатов Европы[160].
- Туччилле, Джером (80) — американский писатель[161].
- Фрост, Уоррен (91) — американский актёр («Твин Пикс»)[162].
- Хельстрём, Бёрге (59) — шведский писатель[163].
- Янникос, Яннис (94) — греческий издатель, основатель Афинского института русского языка им. А. С. Пушкина[164].

## 16 февраля
- Алябов, Юрий Алексеевич (59) — советский и российский композитор, музыкальный редактор студии «Пилот ТВ»; остановка сердца[165].
- Андраникян, Степан Хачатурович (89) — советский и армянский художник, художник-постановщик кино и режиссёр-мультипликатор, народный художник Республики Армения (2011)[166].
- Аугуста, Йозеф (70) — чехословацкий хоккеист и чешский тренер, серебряный призёр зимних Олимпийских игр в Инсбруке (1976), неоднократный призёр чемпионатов мира; трёхкратный чемпион мира в качестве тренера[167].
- Басс-Фукс, Николь (52) — американская спортсменка (бодибилдинг, реслинг)[168].
- Бруна, Дик (89) — нидерландский художник и иллюстратор[169].
- Густавссон, Бенгт (89) — шведский футболист, защитник и полузащитник, серебряный призёр летних Олимпийских игр в Хельсинки (1952)[96].
- Закизаде, Шахин (38) — азербайджанский кинорежиссёр[170].
- Исаакян, Исаак Абасович (83) — советский и армянский государственный деятель, председатель Центрального банка Армении (1988—1994)[171].
- Канакина, Галина Андреевна (78) — прессовщица-оператор Оренбургского завода силикатных стеновых материалов, Герой Социалистического Труда (1977)[172].
- Кунеллис, Яннис (80) — греческий и итальянский художник, представитель направления арте повера[173].
- Митарас, Димитрис (83) — греческий художник[174].
- Панкхёрст, Ричард (89) — британский экономист и социолог[175].
- Разумов, Евгений Зотович (98) — советский партийный деятель, член Центральной ревизионной комиссии КПСС (1976—1981), член ЦК КПСС (1986—1990)[176].
- Рябчук, Евгений Валерьевич (28) — украинский пляжный футболист, чемпион Украины и Европы[177].
- Харитонов, Валерий Иванович (64) — российский спортсмен и тренер, президент Общероссийской федерации рукопашного боя (с 1995 года), заслуженный тренер России[178].

## 15 февраля
- Бахман, Александр Эммануилович (71) — заслуженный тренер России по греко-римской борьбе, основатель школы классической борьбы на Сахалине[179].
- Влодыка, Мечислав (68) — польский политик, сенатор 2 созыва[180].
- Гаспар Родригес Ферейра, Тибериу (Тибериу Гаспар) (73) — бразильский скрипач, композитор и музыкальный продюсер[181].
- Гуя, Янош (83) — венгерский филолог, специалист по языкам хантов и манси[182].
- Кайзер, Манфред (88) — восточногерманский футболист, выступавший за клуб «Висмут» (Ауэ) (1955—1965)[183].
- Кацура, Пётр Макарович (86) — советский и российский экономист, государственный и хозяйственный деятель, лауреат Государственной премии СССР (1980)[184].
- Кончиц, Анатолий Леонидович (62) — советский и украинский тренер по лёгкой атлетике, тренер национальной сборной Украины, заслуженный тренер Украины[185].
- Миньковецкий, Илья Соломонович (92) — советский и российский оператор, лауреат Государственной премии РСФСР имени братьев Васильевых (1982), заслуженный деятель искусств РСФСР (1989), участник Великой Отечественной войны[186].
- Подоляк, Ян (91) — словацкий учёный-этнограф, педагог, профессор[187].
- Свентоховский, Тадеуш (84) — польский историк, специалист по изучению Южного Кавказа[188].
- Урсу, Дмитрий Павлович (80) — советский, молдавский и украинский историк, доктор исторических наук, профессор[189].
- Фернандо, Бонипус (83) — шри-ланкийский киноактёр[190].
- Инфант Энрике (67) — португальский инфант, герцог Коимбра (с 1949)[191].

## 14 февраля
- Агранович, Михаил Семёнович (86) — советский и российский учёный-математик, работавший над уравнениями с частными производными, соавтор формулы Аграновича-Дынина[англ.] (1962)[192].
- Беляков, Анатолий Михайлович (83) — советский государственный деятель, первый секретарь Бурятского обкома КПСС (1984—1990)[193].
- Богданов, Сергей Васильевич (95) — советский и российский физик, член-корреспондент РАН (1991; член-корреспондент АН СССР с 1979)[194].
- Григорьев, Владимир Николаевич (78) — советский и российский киносценарист, кинорежиссёр и кинопродюсер[195].
- Кемелло, Чиприано (71) — итальянский велогонщик, бронзовый призёр летних Олимпийских игр в Мехико (1968)[196].
- Лански, Иржи (83) — чехословацкий легкоатлет, двукратный серебряный призёр чемпионатов Европы: в Берне (1954) и в Стокгольме (1958)[197].
- Молонь, Хелена (100) — польская оперная певица (драматическое сопрано), солистка Гданьской оперы[198].
- Рикхардур Йонссон (87) — исландский футболист, нападающий[199].
- Сярккя, Тони (45) — шведский музыкант финского происхождения (Abruptum)[200].
- Трасс, Ханс (88) — советский и эстонский ботаник, член-корреспондент Эстонской академии наук (1975)[201].
- Херрман, Зигфрид (84) — восточногерманский легкоатлет, бронзовый призёр Европейских легкоатлетических игр в помещении в Дортмунде (1966), мировой рекордсмен в беге на 3000 м (1965)[202].

## 13 февраля
- Ариас Кальдерон, Рикардо (83) — панамский государственный деятель, вице-президент Панамы (1989—1992)[203].
- Багаутдинов, Минзагит Зыйфетдинович (65) — советский самбист[204].
- Бирк, Оге (90) — датский яхтсмен, серебряный призёр летних Олимпийских игр в Мехико (1968)[205].
- Дюгран, Раймон (92) — французский географ и урбанист[206].
- Ким Чон Нам (45) — старший сын лидера КНДР Ким Чен Ира[207].
- Козюлин, Лев Васильевич (86) — советский и российский инженер, главный конструктор ОАО МТЗ ТРАНСМАШ (1987—2015), заслуженный конструктор Российской Федерации (1996)[208].
- Судзуки, Сэйдзюн (93) — японский кинорежиссёр и сценарист[209].
- Фаджоли, Массимо (85) — итальянский врач-психиатр, писатель и кинорежиссёр[210].
- Фильо, Пауло Энрике (52) — бразильский футболист и тренер молодёжных команд[211].

## 12 февраля
- Ардай, Сэм (71) — ганский футбольный тренер, тренер национальной олимпийской сборной Ганы[212].
- Балжанов, Кумар Каирбаевич (88) — советский и казахстанский нефтяник, один из первооткрывателей Тенгизского нефтегазового месторождения[213].
- Банных, Анатолий Николаевич (48) — российский предприниматель и политик, депутат ЗакСобрания Алтайского края (2006—2008), вице-премьер Республики Алтай (2008—2009); авиакатастрофа[214]
- Бусыгин, Михаил Александрович (85)[значимость?] — советский и российский поэт[215].
- Дадашева, Кюбра (59) — советская и азербайджанская актриса театра и кино («Свекровь», «Мерзавец»), заслуженная артистка Азербайджана (2006)[216].
- Джерро, Эл (76) — американский джазовый музыкант и певец, семикратный лауреат премии «Грэмми»[217].
- Жиков, Василий Васильевич (76) — советский и российский математик, специалист в области дифференциальных уравнений и функционального анализа[218].
- Комарицын, Анатолий Александрович (70) — советский и российский учёный и военачальник, адмирал, председатель Российского географического общества (2002—2009), председатель Национального океанографического комитета Российской Федерации (1994—2006)[219].
- Кэролл, Барбара (92) — американская пианистка[220].
- Ливни, Ицхак (82) — израильский медиаменеджер и писатель, руководитель радиостанции «Галей Цахаль» (1968—1974), генеральный директор Израильского управления телерадиовещания (1974—1979)[221].
- Мальбуа, Альбер (101) — епископ Эври-Корбей-Эсон (1966—1977), старейший католический епископ Европы[222].
- Милибанд, Софья Давидовна (94) — советский и российский востоковед-иранист, писатель, историк науки, библиограф[223].
- Ниедолс, Алфред (87) — советский и латвийский фотограф[224].
- Ряузова, Елена Александровна (80) — советский и российский литературовед, африканист, главный научный сотрудник отдела литератур стран Азии и Африки ИМЛИ РАН, доктор филологических наук .
- Сенкевич, Кристина (81) — польская актриса[225].
- Фишер, Роберт (90) — американский фолк-рок-певец и гитарист; рак[226].

## 11 февраля
- Амран-Минн, Даниэль (77) — алжирская писательница и политический активист[227].
- Белых, Алексей Павлович (93) — советский и российский художник, профессор, народный художник РСФСР (1981), участник Великой Отечественной войны[228].
- Боос, Эрнст Гербертович (85) — советский и казахстанский физик, академик НАН Казахстана[229].
- Виноградов, Владилен Николаевич (91) — советский и российский историк, заслуженный деятель науки Российской Федерации[230].
- Гурский, Анатолий Степанович (72) — казахстанский журналист[231].
- Джанбурчин, Козы-Корпеш Есимович (56) — казахстанский государственный деятель, глава Счётного комитета Казахстана[232].
- Доpан, Триш (31) — канадский музыкант, бас-гитаристка группы Kittie[233].
- Клочко, Виталий Евгеньевич (73) — советский, российский и казахстанский психолог, доктор психологических наук, профессор, заслуженный работник культуры Казахской ССР (1988)[234].
- Конторина, Маргарита Васильевна (75) — советская и российская театральная актриса, артистка Мурманского драматического театра Северного флота, народная артистка Российской Федерации (2001)[235].
- Кудинов, Василий Александрович (47) — советский и российский гандболист, заслуженный мастер спорта СССР (1992), двукратный чемпион Олимпийских игр: в Барселоне (1992) и в Сиднее (2000)[236].
- Марти, Курт (96) — швейцарский писатель и теолог[237].
- Мелу, Фаб (26) — бразильский баскетболист[238].
- Сисикин, Максим Юрьевич (45) — российский спортсмен, чемпион мира и Европы по спочану, сын фехтовальщика Юрия Сисикина[239].
- Стройман, Иосиф Маркович (89) — советский и российский физик, лауреат Государственной премии СССР[240].
- Танигути, Дзиро (69) — японский мангака[241].
- Шулакова, Ярмила (87) — чешская фолк-певица[242].
- Эрман, Владимир Гансович (88) — советский российский индолог, переводчик[243]

## 10 февраля
- Адамский, Веслав (70) — польский скульптор[244].
- Антошкин, Александр Григорьевич (60) — российский дипломат, заместитель директора Департамента информационного обеспечения МИД РФ, лауреат Государственной премии Российской Федерации[245].
- Басов, Иван Алексеевич (74) — доктор геолого-минералогических наук, заведующий лабораторией биостратиграфии и палеогеографии ГИН РАН (2004—2008)[246].
- Блинов, Виктор Иванович (66) — советский и российский сотрудник спецслужб, подполковник, сотрудник специального подразделения «Альфа» КГБ СССР (ФСБ РФ)[247].
- Бойчук, Богдан Николаевич (89) — украинский писатель[248].
- Брайант, Эдвард (71) — американский писатель[249].
- Величко, Геннадий Павлович (69) — советский и российский военачальник, первый заместитель начальника Главного ракетно-артиллерийского управления Министерства обороны Российской Федерации, генерал-лейтенант в отставке[250].
- Воробьёв, Геннадий Петрович (55) — украинский военачальник, командующий Сухопутными войсками Вооружённых сил Украины (2009—2014), генерал-полковник[251].
- Илич, Майк (87) — американский бизнесмен, владелец хоккейного клуба «Детройт Ред Уингз»[252].
- Ипкар, Далов (99) — американская художница[253].
- Кейзер, Пит (73) — нидерландский футболист, выступавший за амстердамский «Аякс» (1960—1975), серебряный призёр мирового первенства в ФРГ (1974)[254].
- Ло Бельо, Хуан Карлос (67) — аргентинский футболист[255].
- Максимов, Игорь Павлович (95) — советский и российский писатель, участник Великой Отечественной войны[256].
- Мур, Гарольд Грегори (94) — офицер Армии США, главный герой фильма «Мы были солдатами»[257].
- Поярков, Юрий Михайлович (80) — советский волейболист, игрок сборной СССР (1960—1968), двукратный олимпийский чемпион (1964, 1968)[258].
- Табюре, Гаэль (97) — французский военный лётчик, последний офицер авиационного полка «Нормандия-Неман», участник Второй мировой войны[259].
- Яманака, Цуёси (78) — японский пловец, четырёхкратный серебряный призёр Олимпийских игр: дважды в Мельбурне (1956) и дважды — в Риме (1960)[260].

## 9 февраля
- Баге, Серж (47) — бельгийский велогонщик, чемпион Бельгии, победитель одного этапа Тур де Франс[261].
- Габря, Раду (79) — румынский режиссёр и сценарист[262].
- Гелб, Барбара (91) — американская писательница[263].
- Злокович, Джордже (89) — сербский архитектор и инженер-строитель, доктор технических наук, профессор, действительный член Сербской академии наук и искусств[264].
- Кродере, Сильвия Валериановна (76) — советская баскетболистка, заслуженный мастер спорта СССР (1966)[265].
- Мигулин, Николай Петрович (68) — советский и российский художник[266].
- Самойлов, Валерий Ефимович (90) — советский и российский конструктор оружия («Малахит»), лауреат Ленинской и Государственной премий СССР[267].
- Соловьёва, Екатерина Ивановна (92) — советский и российский историк, доктор исторических наук, ректор НГПИ-НГПУ (1981—1988), заслуженный работник высшей школы Российской Федерации[268].

## 8 февраля
- Аристархов, Дмитрий Аврамович (93) — советский военнослужащий, ветеран Великой Отечественной войны, Герой Советского Союза (1945)[269].
- Беара, Любиша (77) — сербский военный, полковник Армии Республики Сербской[270].
- Беренс, Тимоти (79) — британский художник и писатель[271].
- Ванат, Пётр Михайлович (79) — украинский политик, депутат Верховной Рады Украины от партии Народный фронт, почётный гражданин Запорожья[272].
- Зубицкий, Борис Давыдович (69) — советский и российский организатор производства, депутат Государственной Думы Российской Федерации, заслуженный металлург Российской Федерации[273].
- Мацуно, Рина[англ.] (18) — японская певица, актриса, модель, участница гёрл-группы Shiritsu Ebisu Chugaku[274].
- Мэнсфилд, Питер (83) — британский физик, лауреат Нобелевской премии по медицине (2003)[275].
- Нордаль, Оулёв (50) — исландский государственный деятель, министр внутренних дел (2014—2017)[276].
- Палмер-Томкинсон, Тара (45) — британская киноактриса[277].
- Раворт, Том (78) — британский поэт[278].
- Радмилович, Ана (43) — сербская писательница, журналистка и общественный деятель, дочь актёра Зорана Радмиловича[279].
- Самнер, Стив (61) — новозеландский футболист, капитан национальной сборной, участник чемпионата мира 1982 года[280].
- Стратан, Нелу (51) — молдавский и румынский эстрадный певец[281].
- Толстых, Михаил Сергеевич («Гиви») (36) — военный деятель Донецкой Народной Республики, полковник армии ДНР[282].
- Хайман, Артур (95) — американский философ[283].
- Хеггелунн, Хьелль (84) — норвежский поэт[284].
- Чанов, Виктор Викторович (57) — советский и украинский футболист и тренер, заслуженный мастер спорта СССР (1986)[285].

## 7 февраля
- Асмуссен, Свен (100) — датский музыкант[286].
- Буларка, Валериу (85) — румынский борец греко-римского стиля, серебряный призёр летних Олимпийских игр в Токио (1964)[287].
- Дламини, Сотша (76) — свазилендский государственный деятель, премьер-министр Свазиленда (1986—1989)[288].
- Ерофеев, Николай Дмитриевич (77) — советский и российский историк, доктор исторических наук, профессор, профессор кафедры истории России XIX века — начала XX века МГУ[289].
- Жданов, Андрей Викторович (46) — российский журналист, гроссмейстер телевизионной игры «Своя игра» (о смерти стало известно в этот день)[290].
- Исаев, Валерий Михайлович (75 или 76) — советский и российский актёр театра и кино, заслуженный артист РСФСР (1990) («Опасный возраст»)[291].
- Йохансон, Эдмунд Волдемарович (80) — советский и латвийский деятель спецслужб, председатель КГБ Латвийской ССР (1990—1991), генерал-майор (1990)[292].
- Карпенко, Александр Степанович (70) — советский и российский философ, специалист в области неклассических логик. Доктор философских наук, профессор[293].
- Килайдонис, Лукианос (73) — греческий композитор и певец[294].
- Ковальчук, Борис Михайлович (76) — советский и российский физик, академик РАН (1992)[295].
- Кочергина, Феодора (Евгения) Григорьевна (74) — советская украинская баскетболистка, тренер, чемпионка Европы (1962, 1964, 1966), чемпионка мира (1964, 1967), заслуженный мастер спорта СССР[296].
- Макклинток, Нора (59) — канадская писательница[297].
- Мельников, Аркадий Михайлович (90) — советский и российский писатель и поэт-песенник, участник Великой Отечественной войны[298].
- Литвин, Владимир Петрович (79) — советский борец вольного стиля, пятикратный серебряный и бронзовый призёр чемпионатов СССР и Спартакиады Народов СССР[299].
- Нилаван, Хун (101) — таиландская писательница, деятель феминистского движения[300].
- Пленицио, Джанфранко (76) — итальянский композитор и дирижёр[301].
- Пржидал, Антонин (81) — словацкий писатель, сценарист и литературный переводчик[302].
- Райт, Ричард Б. (79) — канадский писатель[303].
- Рослинг, Ханс (68) — шведский врач, академик, профессор Каролинского института по вопросам международного здравоохранения[304].
- Тодоров, Цветан (77) — французский философ, семиотик болгарского происхождения, теоретик структурализма в литературоведении[305].
- Хамдани, Смаил (86) — алжирский государственный деятель, премьер-министр Алжира (1998—1999)[306].
- Хэтч, Ричард (71) — американский актёр[307] .
- Чайковский, Дмитрий Семёнович (93) — советский и украинский театральный актёр и режиссёр, заслуженный артист Украины[308].
- Шпирко, Раиса Николаевна (86) — советская и российская художница[309].

## 6 февраля
- Аронссон, Ивар (88) — шведский гребец, серебряный призёр летних Олимпийских играх в Мельбурне (1956)[310].
- Баранов, Юрий Петрович (75) — российский композитор, педагог, заслуженный деятель искусств Российской Федерации[311]
- Божко, Сергей Георгиевич (58) — украинский государственный деятель, председатель Государственной инспекции ядерного регулирования Украины (с 2014)[312].
- Вальковяк, Роже (89) — французский велогонщик польского происхождения, победитель «Тур де Франс» (1956)[313].
- Васильева, Евлалия Ивановна (93) — советский передовик сельскохозяйственного производства, агроном колхоза «Победа» Яльчикского района (1950—1963), Герой Социалистического Труда (1960)[314].
- Вестхёйзен, Йост ван дер (45) — южноафриканский регбист, бывший капитан сборной ЮАР[315].
- Герельс, Нил (64) — американский астроном, лауреат премии Бруно Росси (2007) и медали Генри Дрейпера[316].
- Гомес-Монтехано, Луис (94) — испанский футбольный менеджер, президент клуба «Реал Мадрид»[317].
- Данлап, Адель (114) — старейшая жительница США[318].
- Дольче, Кристин (35) — американский косметолог, интернет-знаменитость и актриса; печёночная недостаточность[319].
- Дрогин, Марк (80) — американский писатель[320].
- Казаринов, Юрий Михайлович (96) — советский и российский радиофизик, доктор технических наук, профессор, педагог, заслуженный деятель науки и техники Российской Федерации[321].
- Келлер, Инге (93) — немецкая актриса театра, кино и телевидения[322].
- Кори, Ирвин (102) — американский комик, киноактёр и общественный деятель[323].
- Лэмб, Фостер (100) — британский аристократ, барон Рочестер (с 1955)[324].
- Маккоуэн, Алек (91) — британский актёр[325].
- Прауд, Тед (86) — английский историк почты, филателистический писатель и филателистический дилер[326] Архивировано 9 мая 2017 года..
- Реймерис, Вацис (95) — литовский и советский поэт, переводчик, заслуженный деятель культуры Литовской ССР (1965)[327].
- Синицын, Леонид Петрович (78) — советский и российский тренер по боксу, заслуженный тренер России[328].
- Смаллиан, Рэймонд Меррилл (97) — американский математик, пианист, логик, даосский философ[329].
- Шалабанов, Сергей Станиславович (45) — советский и российский гандболист, судья всероссийской категории по гандболу, чемпион СССР, администратор гандбольного клуба «Кубань»[330].

## 5 февраля
- Адельман, Ирма (86) — американский экономист, профессор Калифорнийского университета в Беркли[331].
- Аксельрод, Дэвид (83) — американский композитор[332].
- Волков, Валентин Александрович (90) — советский и российский учёный, директор Научно-исследовательского института физических измерений (1978—1992), лауреат Государственной премии СССР (1991), почётный гражданин Пензы (2006)[333].
- Волощук, Михаил Юрьевич (82) — советский и украинский государственный деятель, первый секретарь Закарпатского областного комитета КПУ, председатель Закарпатского областного Совета и облисполкома (1990—1991), народный депутат Украины 1-го созыва (1990—1994)[334].
- Гераци, Санни (69) — американский музыкант и певец[335].
- Гольдштейн, Гила (69) — израильская актриса и певица[336].
- Гранат, Бьёрн (70) — шведский актёр театра и кино, сценарист и театральный режиссёр[337].
- Дьяков, Леонид Владимирович (84) — советский и российский поэт. Член Союза писателей СССР, Союза писателей России (1988)[338].
- Изард,Кэрролл (93) — американский психолог, автор шкалы дифференциальных эмоций[339]
- Катона, Кальман (69) — венгерский политический и государственный деятель, министр транспорта (1998—2000)[340].
- Розенбергс, Андрей (79) — латвийский художник[341].
- Лакс, Томас (70) — американский поэт[342].
- Устарханов, Ахмед Гаджиевич (89) — советский и российский дагестанский писатель[343].
- Яковенко, Вадим Георгиевич (64) — украинский актёр театра и кино, режиссёр, прозаик, художник, заслуженный артист Украины (2002), отец Веры Яковенко[344].

## 4 февраля
- Анащенко, Олег Владимирович (48)[значимость?] — глава народной милиции Луганской Народной Республики, полковник[345].
- Де Пейер, Жерваз Алан (90) — британский кларнетист французского происхождения[346].
- Дороговцев, Анатолий Павлович (80) — советский и российский экономист, член-корреспондент РАН (2014; член-корреспондент РАСХН с 1997)[347].
- Казале, Антонио (80) — итальянский актёр[348].
- Кудсия, Бано (88) — пакистанская писательница[349].
- Ланг, Стив (67) — канадский музыкант[350].
- Либерман, Матвей Борисович (92) — советский и израильский скрипач, музыкальный педагог, профессор, заслуженный деятель искусств РСФСР (1989)[351].
- Моисеенко, Алексей Васильевич (69) — советский и российский оперный и камерный певец, заслуженный артист России, народный артист Республики Коми[352].
- Пастухов, Крыстю (75) — болгарский писатель, журналист и киносценарист, внук лидера Болгарской социал-демократической рабочей партии Крыстё Пастухова[353].
- Пырля, Георгий Софронович (72) — советский и молдавский актёр театра и кино[354].
- Сильвер, Сатара (29) — американская актриса («Disney»), жертва рабства и торговли людьми; предположительно, передозировка наркотиков[355].
- Симмс, Ноэль (82) — ямайский музыкант[356].
- Спиц, Марк (47) — американский писатель и журналист[357].
- Тараторкин, Георгий Георгиевич (72) — советский и российский актёр театра и кино, народный артист РСФСР (1984), секретарь Союза театральных деятелей России, президент ассоциации «Золотая маска»[358].
- Хецел, Бейзил (94) — австралийский медицинский исследователь, изучавший последствия йододефицита[359].

## 3 февраля
- Булгакова, Зоя Фёдоровна (102) — советская театральная актриса, заслуженная артистка РСФСР (1945)[360].
- Газарьян, Юрий Сергеевич (82) — советский и российский тренер по настольному теннису, заслуженный тренер СССР (1975), заслуженный тренер Азербайджанской и Армянской ССР[361].
- Грима, Джо (80) — мальтийский государственный деятель, бывший министр экономики и министр туризма[362].
- Дальквист, Роберт (40) — шведский рок-гитарист, музыкант группы The Hellacopters[363].
- Ковачевич, Эмилия (62) — сербская кино- и театральная художница по костюмам[364].
- Медведев, Денис Валентинович (46) — российский рок-музыкант, клавишник группы «2ва самолёта» (о смерти стало известно в этот день)[365].
- Миура, Сюмон (91) — японский писатель, эссеист и общественный деятель[366].
- Романюк, Николай Ярославович (58) — украинский государственный деятель, Глава Волынской облгосадминистрации (2007—2010(, городской голова Луцка (с 2010)[367].
- Френч, Энтони (96) — британский и американский физик, участник Манхэттенского проекта[368].
- Хаяси, Ёсиро (89) — японский государственный деятель, министр финансов Японии (1992—1993)[369].
- Хейс, Джон М. (76) — американский геохимик[370].

## 2 февраля
- Алонсо, Хосе Антонио (57) — испанский государственный деятель, министр внутренних дел (2004—2006) и министр обороны Испании (2006—2008)[371].
- Бальдус, Альвин[англ.] (90) — американский политик и член конгресса штата Висконсин[372].
- Люшер, Макс (93) — швейцарский психолог и разработчик цветового теста Люшера[373].
- Матвеевич, Предраг (84) — хорватский и боснийский писатель[374].
- Окано, Сюнъитиро (85) — японский футболист и тренер[375].
- Оршавский, Николай Пименович[значимость?] (70) — советский и российский оперный певец, педагог, солист Нижегородского государственного академического театра оперы и балета им. А. С. Пушкина (1974—2001)[376].
- да Силва, Мариза Литисия (66) — первая леди Бразилии (2003—2010), супруга президента Бразилии Лула да Силвы[377].
- Файссол, Элоиза (45) — бразильская телевизионная персона; самоубийство[378].
- Хименес, Рауль (39) — испанский тренер по баскетболу[379].

## 1 февраля
- Аголы, Дритеро (85) — албанский поэт, прозаик, государственный деятель, президент Албанской лиги писателей и художников (1973—1992)[380].
- Ахамед, Идаплакат (78) — индийский государственный деятель, государственный секретарь Министерства иностранных дел Индии (2004—2014)[381].
- Бернетт, Ларс-Эрик (74) — шведский актёр[382].
- Бортолетто Кавальин, Альбано (86) — бразильский религиозный деятель, архиепископ[383].
- Ван дер Хувен, Кор (95) — нидерландский футболист, полузащитник «Аякса»[384].
- Венцлаускайте, Гражбиле (104) — литовская праведница народов мира за спасение евреев в годы Холокоста, адвокат[385].
- Ганди, Сэнди (Сэнди Аранха) (59) — австралийская комедийная актриса индийского происхождения[386].
- Гете, Керстин (58) — немецкая актриса[387].
- Грайб, Стиг (88) — шведский актёр[388].
- Гришин, Валентин Дмитриевич (76) — советский и российский футболист и тренер, старший тренер женской молодёжной сборной России по футболу, заслуженный тренер России[389].
- Зведриньский, Тадеуш (89) — польский политический деятель, участник движения Солидарность[390].
- Зиннуров, Тимергали Зиннурович (67) — советский и российский актёр, артист Татарского государственного театра драмы и комедии им. К. Тинчурина (с 1982 года), народный артист Республики Татарстан (1993)[391].
- Насир, Али (60) — талышский поэт[392].
- Пеллегрино, Фрэнк (72) — американский киноактёр («Клан Сопрано»)[393].
- Сафин, Роберт Альбертович (43)[значимость?] — российский актёр театра и кино, артист Государственного академического русского драматического театра Республики Башкортостан (1996—2006)[394].
- Целминя, Хелена (87) — латышская писательница[395].
- Чисекеди, Этьен (84) — заирский государственный деятель, премьер-министр Заира (1991, 1992—1993 и 1997)[396].